# Liste von Lehrern an der Universität Leipzig
In den etwa 600 Jahren, die die Universität Leipzig existiert, hat eine große Anzahl herausragender Persönlichkeiten an ihr gelehrt. Siehe auch Kategorie:Hochschullehrer (Leipzig) und den Professorenkatalog der Universität Leipzig.

## A
- Eberhard Ackerknecht, Veterinärmediziner, 1933–1945 Professor
- Albrecht Alt, Alttestamentler, Palästinakundler
- Rudolf Arzinger, Völkerrechtler, ab 1951
- Sabine Asmus, Keltologin, Linguistin

## B
- Carl Philipp Emanuel Bach, Komponist
- Friedrich von Basse, Staatsrechtler 1952/1953
- Erich Bauereisen, Mediziner 1951–1959
- Jürgen Becher, Ökonom und Rechtswissenschaftler, 1961–1991 Professor
- Hermann Beenken, Kunsthistoriker 1932–1949
- Herbert Beckert, Mathematiker 1949–1986
- Inge Baxmann, Theaterwissenschaftlerin
- Hermann Wolfgang Beyer, Theologe (1936–1940)
- Rolf Bertolini, Mediziner (1927–2006)
- Christian Gottlob Biener, Jurist
- Volker Bigl, Hirnforscher, 1942–2005, Rektor 1997/2003
- Ernst Bloch, Philosoph, 1948–1957
- Karl Binding, Jurist, 1841–1920, Rektor 1909
- Johannes Bohn, Mediziner, 1640–1718, Rektor 1693/1694
- Rudolf Boehm, Pharmakologe 1884–1921
- Karl Bönninger, Rechtswissenschaftler, Professor bis 1990
- Albert Braune, Mediziner
- Christian Wilhelm Braune, Anatom
- Johann von Breitenbach, Rechtswissenschaftler
- Hella Brock, Musikwissenschaftlerin
- Karl Brugmann, Indogermanist, 1882–1884 und ab 1887, Mitbegründer der junggrammatischen Schule und damit der modernen Sprachwissenschaft
- Heinrich Gustav Brzoska, Pädagoge, um 1831
- Oskar von Bülow, Jurist, Rechtswissenschaftler

## C
- Christoph Caesar (1540–1604), Pädagoge und Dichter, Lehrer 1664 bis 1671
- Johann Benedikt Carpzov I. (1607–1657), Theologe
- Ernst August Carus (1797–1854), deutscher Chirurg, lehrte von 1829 bis 1844 Chirurgie und war Leiter der Poliklinik
- Ludwig Cerutti (1789–1858), Mediziner und Hochschullehrer, Professor von 1827 bis 1854
- Johann Martin Chladni (1710–1759), Theologe und Historiker
- Carl Chun, Zoologe

## D
- Johann August Dathe (1731–1791), Linguist
- Franz Delitzsch, Alttestamentler, Judaist
- Salomo Deyling, Theologe
- Albert Döderlein, Gynäkologe

## E
- Erich Everth (1878–1934), Kunsthistoriker, Journalist und Zeitungswissenschaftler

## F
- Gustav Theodor Fechner, Physiker
- Joachim Feller, Dichter, Theologe und Bibliothekar
- Paul Flechsig, Psychiater und Hirnforscher
- Karl Gottlob Francke (1807–1861), Chirurg, lehrte von 1840 bis 1861 Chirurgie
- Hans Freyer, Soziologe
- Hans Jürgen Friederici, Historiker
- Theodor Frings (1886–1968), Germanist, lehrte von 1927 bis 1957

## G
- Hans-Georg Gadamer, Philosoph, 1939–1947 Professor, 1946/1947 Rektor
- Karl Gelbke, Mediziner, 1952–1964 Professor
- Johann Anton Wilhelm Geßner, Philosoph, 1801–1806 Privatdozent, 1806–1810 Professor
- Johann David Goldhorn (1774–1836), evangelischer Theologe, von 1819 bis 1836 Professor
- Caspar René Gregory, Professor für Theologie

## H
- Samuel Hahnemann, Arzt, Vorlesungen zur Pharmakologie
- Michael Haller, Journalist und Medienwissenschaftler, Institut für Kommunikations- und Medienwissenschaft 1993–2010
- Günter Haupt, Rechtswissenschaftler
- Siegfried Hauptmann, organischer Chemiker, außerordentlicher Professor 1969–1996
- Werner Heisenberg, Physiker, 1927–1942, ordentl. Prof. für theoretische Physik. Physiknobelpreis 1932
- Johann Jakob Hentsch, Philosoph, Mathematiker, 1748–1758 Privatdozent
- Renate Herfurth, Gebrauchsgrafikerin, Institut für Kunstpädagogik, 1982 bis 2008
- Paul Herre, Historiker
- Ernst Hertel, Augenarzt
- Johannes Hertel, Indologe
- Gustav Hertz, Leitung des physikalischen Instituts 1954–1961, Nobelpreis in Physik 1925 zusammen mit James Franck
- Wilhelm Hilden, Philosoph, Philologe und Mathematiker, Professor der Ethik und Logik von 1575 bis 1581
- Felix Holldack, Rechtswissenschaftler und Hochschullehrer
- Werner Holzmüller, Physiker
- Johann Georg Christian Höpfner, Professor der Philosophie von 1791 bis 1823
- Brigitte Horn-Helf, Übersetzungswissenschaftlerin
- Erich Hückel, Chemiker
- Gustav von Hüfner, Chemiker
- Friedrich Hund, Physiker, 1929–1946

## I
- Waldemar Ilberg, Physiker

## J
- Rudolf Jubelt, Mineraloge und Petrograph, 1950–1978

## K
- Jörg Kärger, Physiker, Professor
- Wieland Kiess, Pädiater und Endokrinologe, seit 1998 Professor
- Johann Adam Gottlieb Kind, Professor der Rechte 1776–1788
- Otto Kirn, Theologe, 1895–1911 Professor
- Rudolf Kittel, Alttestamentler, Rektor
- Felix Klein, Mathematiker, 1880–1886 Professor
- Otto Kleinschmidt, Chirurg, 1920–1926 Professor
- Verena Klemm, Islamwissenschaftlerin
- Friedrich Gottlieb Klopstock, Dichter
- Bernhard Kockel, Physiker
- Gert König, Bauingenieur, 1995–2002 Professor
- Christa Kohler, Medizinerin, Professorin bis 1975
- Jowita Kramer, Indologin, Leiterin des Instituts für Indologie und Zentralasienwissenschaften
- Karl August Kuhl (1774–1840), Professor der Chirurgie

## L
- Wilhelm Lampeter, Agrarwissenschaftler, 1962–1969 Professor
- Karl Lamprecht, Historiker, 1891–1915 Professor, Rektor 1913
- Benno Landsberger, Orientalist, 1929–1935 Lehrstuhl für Assyriologie
- Caspar Landsidel (1514–1560), Poetiker, Rhetoriker Dekan der Philosophischen Fakultät und Rektor der Universität
- Christian Johann Lange (1655–1701), Professor der Medizin von 1680 bis 1701
- Johann Heinrich Leich (1720–1750), Privatdozent und Professor der Philosophie von 1742 bis 1750
- Nathanael Gottfried Leske, Naturforscher, 1775–1786 Professur
- August Leskien, Slavist, ab 1870, Mitbegründer der junggrammatischen Schule
- Gotthold Ephraim Lessing, Dichter
- Gerald Leutert, Anatom, 1990/91 Rektor, 1990–1995 Prorektor für Medizin
- Sophus Lie, Mathematiker, 1885–1898 Professor
- Theodor Litt, Philosoph und Pädagoge, 1920–1937 Professor, 1931–1932 Rektor
- Johann Daniel Longolius (1677–1740), 1704–1710 Dozent der Philosophie und Mathematik
- Artur Lösche, Physiker, 1960–1986 Professor
- Christian Gottlieb Ludwig, Arzt und Botaniker, 1740–1773 Professor, Dekan der Medizinischen Fakultät

## M
- Theodor Marezoll, Rechtswissenschaftler 1837–1864 Professor
- Walter Markov, Historiker
- Jörg Matysik, Chemiker
- Wilhelm Maurenbrecher, Historiker, 1884–1892 Professor
- Hans Mayer, Literaturwissenschaftler, 1948–1963 Professor
- Wolfgang Menzel, Rechtswissenschaftler
- August Ferdinand Möbius, Astronomie, Mathematik
- Erich Molitor, Jurist
- Theodor Mommsen, Historiker, 1848–1851 Professur für Rechtswissenschaft
- Wilfried Morawetz (1951–2007), Botaniker
- Ulrich von Mordeisen, Jurist
- Salomo Jakob Morgenstern (1708–1785), Dozent für Geographie und Geschichte
- Manfred Mühlmann, Rechtswissenschaftler, Professor ab 1968
- Polycarp Müller (1685–1747), Professor der Exloquenz und Poesie

## N
- Carl Friedrich Naumann, 1842–1870, Professor
- Albrecht Neubert, Übersetzungswissenschaftler
- Paul Niemeyer, 1875–1878, Privatdozent der Medizin
- Friedrich August Nietzsche (1795–1833), deutscher Rechtswissenschaftler
- Nikolaus Weigel, Theologe, Ablasskommissar, Teilnehmer am Konzil von Basel, Professor zunächst an der Artistenfakultät, dann der Theologie, Vizekanzler und Rektor der Universität
- Carl von Noorden, Historiker, 1877–1883, Professor, Begründer des Historischen Seminars in Leipzig

## O
- Albrecht Oepke, Theologe, 1922–1954 Professor, Neues Testament
- Ernst Robert Osterloh, 1850–1884 Professor des Zivilrechts
- Hermann Osthoff, Indogermanist, ab 1877, Mitbegründer der junggrammatischen Schule
- Wilhelm Ostwald, Chemiker, 1887–1906 Lehrstuhl für physikalische Chemie, Nobelpreis in Chemie
- Karl Eduard Otto, Rechtswissenschaftler, ab 1819 Privatdozent, ab 1822 außerordentlicher, ab 1826 bis 1832 ordentlicher Professor

## P
- Erwin Payr, Chirurg, 1911–1937 Professor
- Eberhard Perlick, Mediziner, 1959–1971 Professor
- Wilhelm Pfeffer, Botaniker (ordentlicher Professor)
- Johann Caspar Pflaume, Philosoph und Jurist
- Friedrich Philippi, Rechtswissenschaft, Assessor und Senior der Juristenfakultät
- Eduard Platner, 1809 bis 18011 Privatdozent der Rechte
- Henning Plessner, Psychologe, 2008–2010 Professor
- Walter Poeggel, Völkerrechtler, ab 1961
- Karl Polak, Rechtswissenschaftler, Professor ab 1949
- Holger Preißler, Islamwissenschaftler und Religionshistoriker
- Friedrich August Benjamin Puchelt, Mediziner, 1715–1824 Professor der Pathologie

## Q
- Samuel Theodor Quellmalz (1696–1758), Professor der Medizin von 1726 bis 1758

## R
- Lothar Rathmann, Historiker, Arabist, 1963–1992 Professor, 1975–1987 Rektor
- Siegfried Ratzlaff, Kunsterzieher, Maler, Professor
- Karl Andreas Redel, Theologe, 1687–1692 Dozent
- Samuel Benjamin Reichel (1716–1793), Theologe und Gymnasiallehrer, Dozent der Philosophie
- Johann Christoph Leopold Reinhold (1769–1809), Mediziner, Physiker und Hochschullehrer, Professor der Medizin
- Christian Gottlob Richter, Jurist, 1769–1783 Privatdozent, 1783–1791 Professor
- Gustav Moritz Redslob, Philosoph, 1834–1841 Professor
- Friedrich Ratzel, Geograph, 1886–1904 Professor
- Solveig Richter, Politikwissenschaftlerin, ab 2020 Professorin für Internationale Beziehungen
- Friedrich Ritschl, Philologe, 1865–1875 Professor
- Sabine Rieckhoff, Prähistorikerin, 1993–2009 Professorin
- Oskar Röder, Veterinärmediziner, 1923–1950 Professor
- Jochen Rozek, Rechtswissenschaftler, 2008–2024 Professor
- Christian Friedrich Rüdiger, ab 1790 Privatdozent, von 1792 bis 1809 Professor für Astronomie und Mathematik

## S
- Rudolf Sachsenweger, Augenarzt, 1958–1981 Professor und Direktor der Augenklinik
- Johann Adam Schertzer, Theologe, Rektor
- Arthur Scheunert, Veterinärmediziner, 1923–1945, Vorreiter in der Vitaminforschung, Präsident der Reichsvitaminanstalt
- Josef Schleifstein, Historiker, 1957–1960 Prorektor der Gesellschaftswissenschaftlichen Fakultät
- Walter Schnee, Mathematiker
- Reinhold Scholl, Althistoriker und Papyrologe
- Karl-Heinz Schönfelder, ab 1950 Amerikanist und Literaturwissenschaftler
- Hubert Seiwert, Religionswissenschaftler
- Nathan Söderblom, Theologe, Friedensnobelpreisträger 1930
- Johann Christoph Wilhelm von Steck Rechtswissenschaftler, Privatdozent von 1730 bis 1797
- Heinrich Stromer, Mediziner, 1508 erstmals Rektor, Gründer von „Auerbachs Keller“
- Friedrich Wilhelm Stübner (1710–1736), Mathematiker, Philosoph und Assessor an der Philosophischen Fakultät
- Heinz Such, Rechtswissenschaftler, Professor ab 1951
- Karl Sudhoff, Arzt und Medizinhistoriker, Professur für Geschichte der Medizin 1905–1938
- Bernhard Streck, Ethnologe

## T
- Owsei Temkin, Arzt und Medizinhistoriker
- Konstantin von Tischendorf, Theologe
- Johann August Heinrich Tittmann, Theologe
- Carl Thiersch, Chirurg
- Christine Träger, Literaturwissenschaftlerin
- Friedrich Trendelenburg, Chirurg
- Dietrich Treide, Ethnologe

## W
- Johann Karl Wilhelm Walther, Chirurg, ab 1823 Privatdozent, ab 1831 außerordentlicher, ab 1842 ordentlicher Professor und von 1849 bis 1857 Honorarprofessor
- Wilhelm Eduard Weber, Lehrstuhl Physik 1843–1849, einer der Göttinger Sieben
- Julius Weiske (1801–1877), Rechtswissenschaftler, von 1833 bis 1844 Professor für deutsches Recht
- Wolfgang Weller, Physiker
- Gottfried Welsch, Arzt, Dekan und Rektor
- Arno Wetzel, lehrte von 1929 bis 1958, Zoologe
- Johannes Widmann, Mathematiker des Mittelalters und Dozent
- Wilhelm Wundt, Begründer der experimentellen Psychologie, 1875 ordentl. Professor für Philosophie, 1879 Gründung des ersten psychologischen Institutes in Leipzig
- Heinrich Wuttke, Historiker, 1848–1876 Professor für historische Hilfswissenschaften

## V
- Hedwig Voegt, literarische Publizistik und Stilistik, 1959–1963, Professorin
- Georg Voigt, Historiker, 1866–1891 Professor

## Z
- Friedrich Zarncke, Germanist und Literaturwissenschaftler
- Peter Zimmerling, Theologe
- Frank Zöllner, Kunsthistoriker
- Gerhard Zschäbitz, Historiker und Editor
- Paul Zweifel, Gynäkologe, 1887–1921 Ordinarius